# René-Levasseur

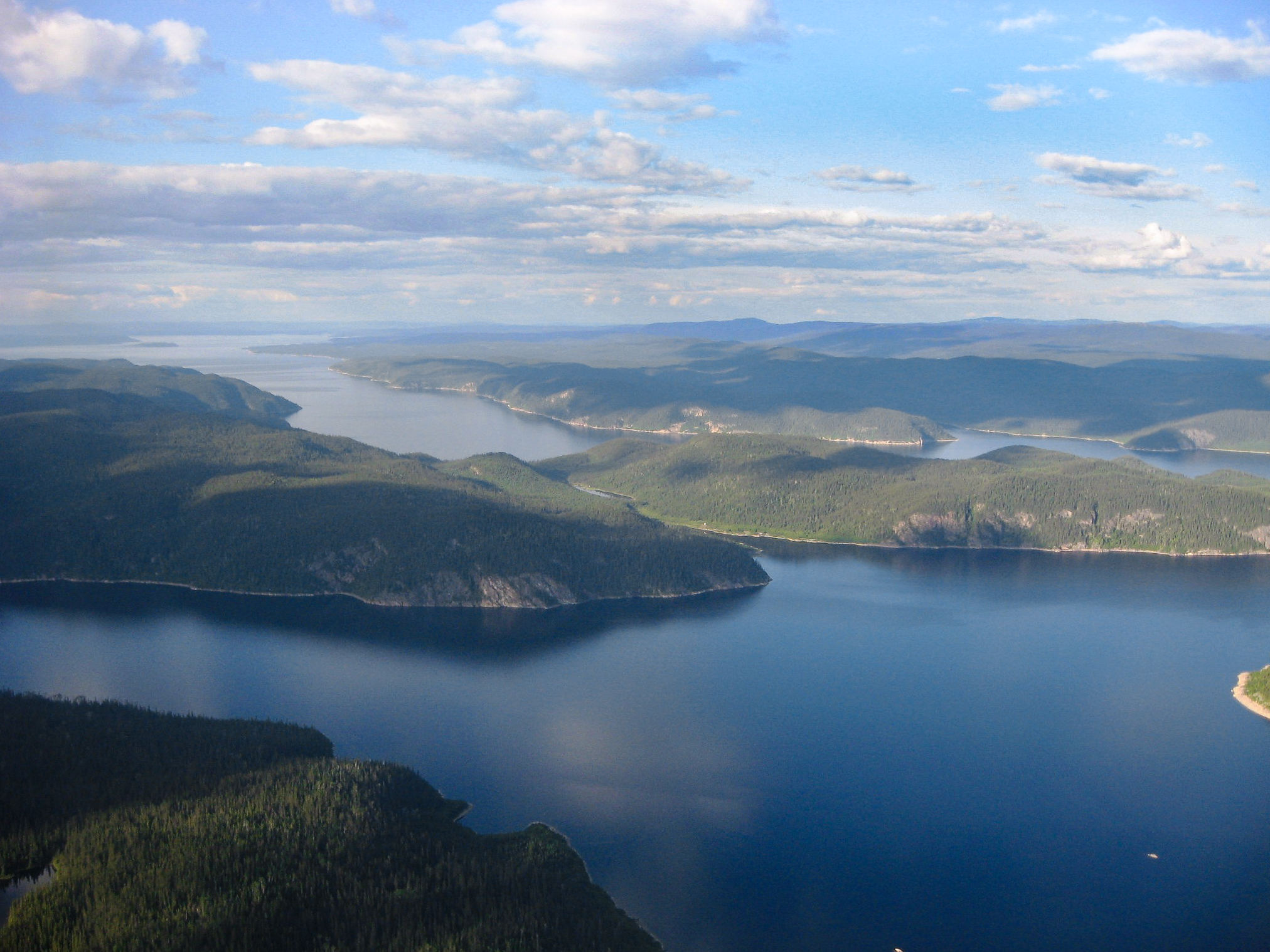
Krajobraz wyspy Île René-Levasseur.

René-Levasseur (fr. Île René-Levasseur) - wyspa na jeziorze Manicouagan w kanadyjskiej prowincji Quebec. Jej powierzchnia jest większa od powierzchni jeziora, na którym się znajduje. Najwyższym punktem jest szczyt położonej centralnie góry Mont Babel. René-Levasseur jest drugą pod względem wielkości wyspą świata położoną na jeziorze (pierwsze miejsce zajmuje również kanadyjska wyspa Manitoulin).
René-Levasseur jest centralnym wzniesieniem krateru uderzeniowego Manicouagan, który powstał w wyniku uderzenia meteorytu ok. 214 milionów lat temu. W latach sześćdziesiątych XX wieku zbudowano Zaporę Daniela-Johnsona na południe od dzisiejszej wyspy, co doprowadziło do powstania jeziora Manicouagan. Jednocześnie wyżej położona centralna część nie została zalana, w wyniku czego część dawnego stałego lądu stała się wyspą.